# Пустый, Ян
Ян Пустый (пол. Jan Pusty; род. 3 июня 1952, Коло) — польский легкоатлет, специалист по барьерному бегу. Выступал за сборную Польши по лёгкой атлетике во второй половине 1970-х годов, обладатель серебряной медали чемпионата Европы, серебряный призёр Всемирной Универсиады, многократный чемпион Польши на дистанциях 110 и 60 метров, бывший рекордсмен страны, участник летних Олимпийских игр в Москве.

## Биография
Ян Пустый родился 3 июня 1952 года в городе Коло, Польша. Занимался лёгкой атлетикой в Познани, проходил подготовку в местном клубе Orkan Poznań.
Впервые заявил о себе на международном уровне в сезоне 1975 года, когда вошёл в состав польской сборной и выступил на чемпионате Европы в помещении в Катовице, где в беге на 110 метров с барьерами дошёл до стадии полуфиналов.
В 1977 году в 60-метровом барьерном беге финишировал шестым на чемпионате Европы в помещении в Сан-Себастьяне. В этом сезоне впервые одержал победу на чемпионате Польши в зачёте 110-метрового барьерного бега, в той же дисциплине был вторым на Кубке Европы в Хельсинки и четвёртым на Кубке мира в Дюссельдорфе. Будучи студентом, представлял Польшу на Всемирной Универсиаде в Софии — с личным рекордом и на то время национальным рекордом страны 13,53 завоевал серебряную награду, уступив в финале только установившему мировой рекорд кубинцу Алехандро Касаньясу.
В 1978 году в беге на 60 метров с барьерами финишировал пятым на чемпионате Европы в помещении в Милане, в беге на 110 метров с барьерами стал серебряным призёром на чемпионате Европы в Праге, где пропустил вперёд восточногерманского барьериста Томаса Мункельта.
В 1979 году дошёл до полуфинала на чемпионате Европы в помещении в Вене, был третьим на Кубке Европы в Турине и пятым на Кубке мира в Монреале.
В 1980 году в барьерном беге на 60 метров занял шестое место на чемпионате Европы в помещении в Зиндельфингене, установив при этом свой личный рекорд — 7,75. Благодаря череде успешных выступлений удостоился права защищать честь страны на летних Олимпийских играх в Москве — в финале барьерного бега на 110 метров показал время 13,68, расположившись в итоговом протоколе соревнований на пятой строке.
Завершил спортивную карьеру по окончании сезона 1982 года.